# Социалистическа пазарна икономика
Социалистическата пазарна икономика е икономически постулат в рамките на новата политика на реформи и откритост на народна република Китай.
Тя се базира на корпорации, чиято собственост е публична и те са поставени при условията на отворена пазарна икономика.
Социалистическата пазарна икономика се свърза в концепцията на Дън Сяопин с т.нар. социализъм с китайски характеристики.
Тази икономическа система е предвидено да замести съветският тип централизирана планова икономика в Китай от началото на 1978 г.. Съветските доктринери разкритикуват китайския модел, че е своеобразен „държавен капитализъм“ в аналогия с икономиката на фашистка Италия и националсоциалистическа Германия. 